# Chițcani (ort i Moldavien)
Chiţcani (ryska: Кицканы) är en ort i Moldavien. Den ligger i distriktet Raionul Căuşeni, i den sydöstra delen av landet, i en slinga av floden Dnestr. Chiţcani ligger 11 meter över havet och antalet invånare är 9 000.
Terrängen runt Chiţcani är huvudsakligen platt, men söderut är den kuperad. Trakten runt Chiţcani består till största delen av jordbruksmark.